# Vecchio Municipio di Toronto
Il Vecchio Municipio di Toronto (Old City Hall in inglese) è un edificio pubblico in stile neoromanico ed un palazzo di giustizia situato a Toronto, in Canada. Dal 1899 al 1966, fu sede del consiglio comunale di Toronto e rimane ad oggi una delle strutture più importanti della città. L'edificio si trova all'angolo tra Queen Street West e Bay Street. Questo edificio storico ha un particolare campanile diretto verso Bay Street.
Il palazzo è stato designato sito storico nazionale nel 1984.

## Storia
Il palazzo venne progettato dal celebre architetto torontese Edward James Lennox. I lavori di costruzione durarono più di un decennio e costarono più di 2,5 milioni di dollari canadesi (equivalenti a circa 53 milioni di dollari odierni).